# Chapelle Saint-Yves de Fougères
Pour les articles homonymes, voir Chapelle Saint-Yves.
La chapelle Saint-Yves de Fougères est un édifice religieux situé à Fougères, dans le département d'Ille-et-Vilaine, en région Bretagne. 

## Localisation
La chapelle est située au 60 bis de la Rue de la Pinterie, artère principale du Bourg-Vieil dont elle portait le nom sous l'ancien régime, également connue sous ceux de la Montagne ou de la Convention pendant la Révolution. Érigé sur la parcelle cadastrée section AC numéro 482, anciennement section A1, dite du nord, numéro 428, au cadastre napoléonien de 1821, l'édifice se trouve en retrait de la rue, à mi-hauteur de celle-ci, au fond d'une courette.

## Historique
La chapelle Saint-Yves a été construite en 1429 afin que les habitants du Bourg-Vieil, paroissiens de l'église Saint-Sulpice, disposent d'un lieu de culte une fois les portes de la Ville-Close fermées. De nuit, comme en cas de siège, les fidèles ne pouvaient en effet accomplir leurs dévotions au sanctuaire paroissial, l'accès leur en étant défendu par les ponts-levis de la Porte Notre-Dame remontés quotidiennement au coucher du soleil. Le terrain fut donné par Jehanne Garnier, épouse de Robin Martin, et l'oratoire érigé avec le consentement du duc Jean V, pourvu que lui et ses descendants fassent l'objet de prières nominales en cas de messes, celui de Guillaume Brillet, évêque de Rennes, et après force négociations avec le prieur de la Trinité de Fougères, peu enclin à ce qu'un nouvel établissement cultuel concurrence son église et celle de Saint-Sulpice placée sous sa coupe.
Ruiné dès 1580, l'oratoire fut relevé en 1595 par Vincent de Brégel, sieur de la Gardaie, pour servir de chapelle au Collège Saint-Yves nouvellement fondé par la ville avec le concours de nobles familles. L'édifice conserva cette fonction jusqu'à la Révolution où, après avoir hébergé temporairement les tertiaires de saint François chassés du couvent des Récollets, il fut vendu et sécularisé, servant de cellier.
La restauration de la chapelle ainsi que la construction d'une sacristie et autres annexes n'intervinrent qu'en 1854. Les Filles de Marie s'y installèrent et le culte fut alors promptement rétabli. Dès 1886 les Sœurs du Christ Rédempteur les remplacèrent, créant un ouvroir pour les jeunes filles et une maison de gardes-malades.

## Architecture
La chapelle Saint-Yves est un petit édifice néo-gothique de plan rectangulaire construit en moellons de cornéenne. Restaurée au milieu du XIXe siècle, l'édicule, orienté, présente en remploi des éléments architectoniques taillés dans le granite. L'accès à la chapelle se fait par un portail percé au bas de la costale sud affectant un arc brisé surbaissé et souligné par une archivolte. Il date vraisemblablement des origines de la construction, tout comme la niche en accolade qui le surmonte, occupé par une statue de la Vierge Immaculée. Une haute baie ogivale, ouverte en 1854, agrémente la façade sur la droite. Deux fenêtres du même gabarit éclairent la costale opposée. Le mur oriental, contre lequel s'appuie l'autel et son retable, est aveugle, la fenêtre originelle, à deux fermes et de style flamboyant, ayant été remontée dans la façade occidentale dont elle constitue l'unique ornement. Une haute toiture en ardoises à deux pans, reposant sur une corniche en bois, couvre le bâtiment que signale un petit clocheton hexagonal coiffé d'une flèche aux pans effilés reposant sur une arcature trilobée sommée de petits gables. Une sacristie, construite en briques et éclairée par trois fenêtres en arc brisé, accoste l'édifice sur son flanc septentrional.

## Galerie de photographies

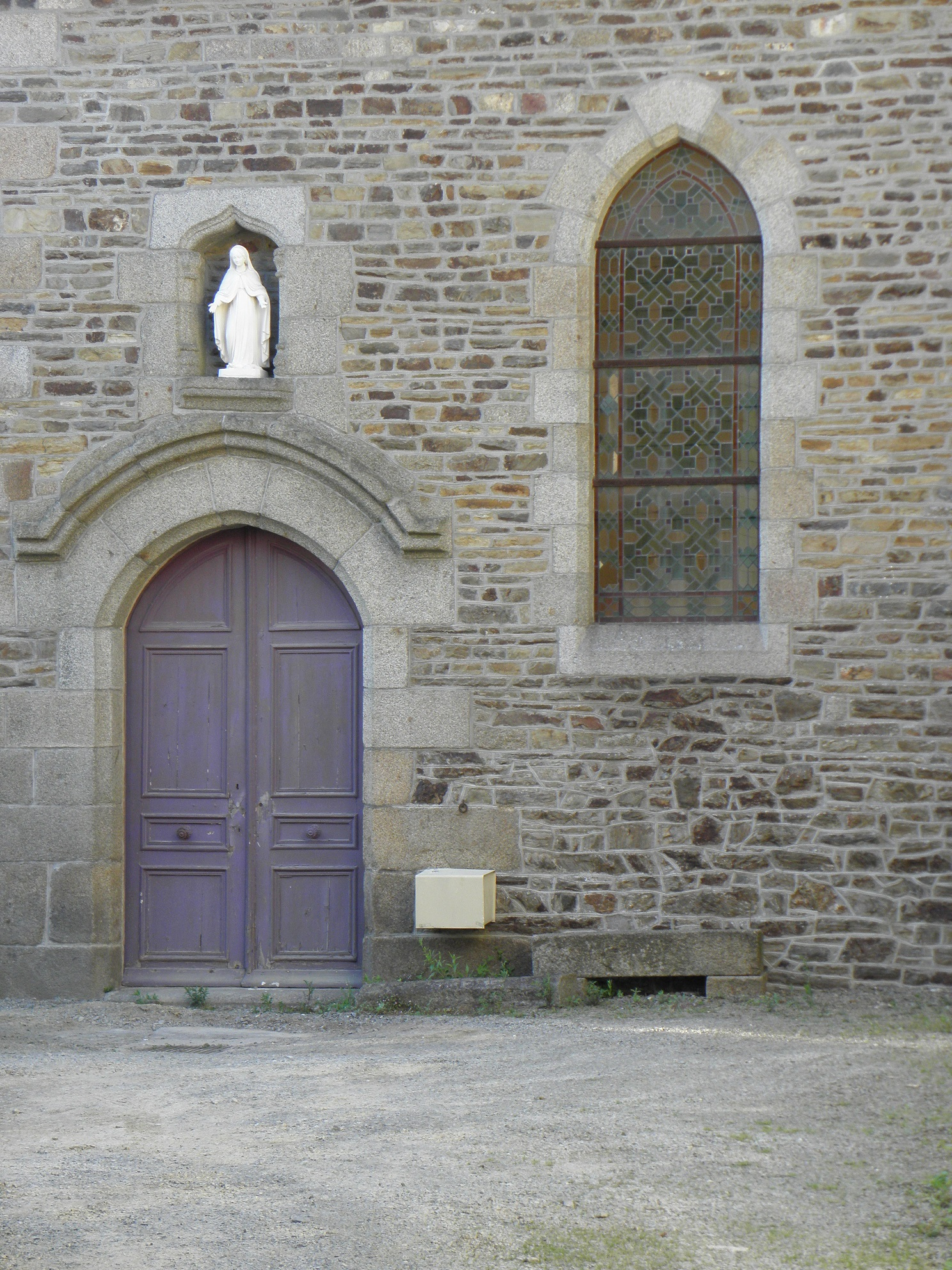
Costale sud de la nef.
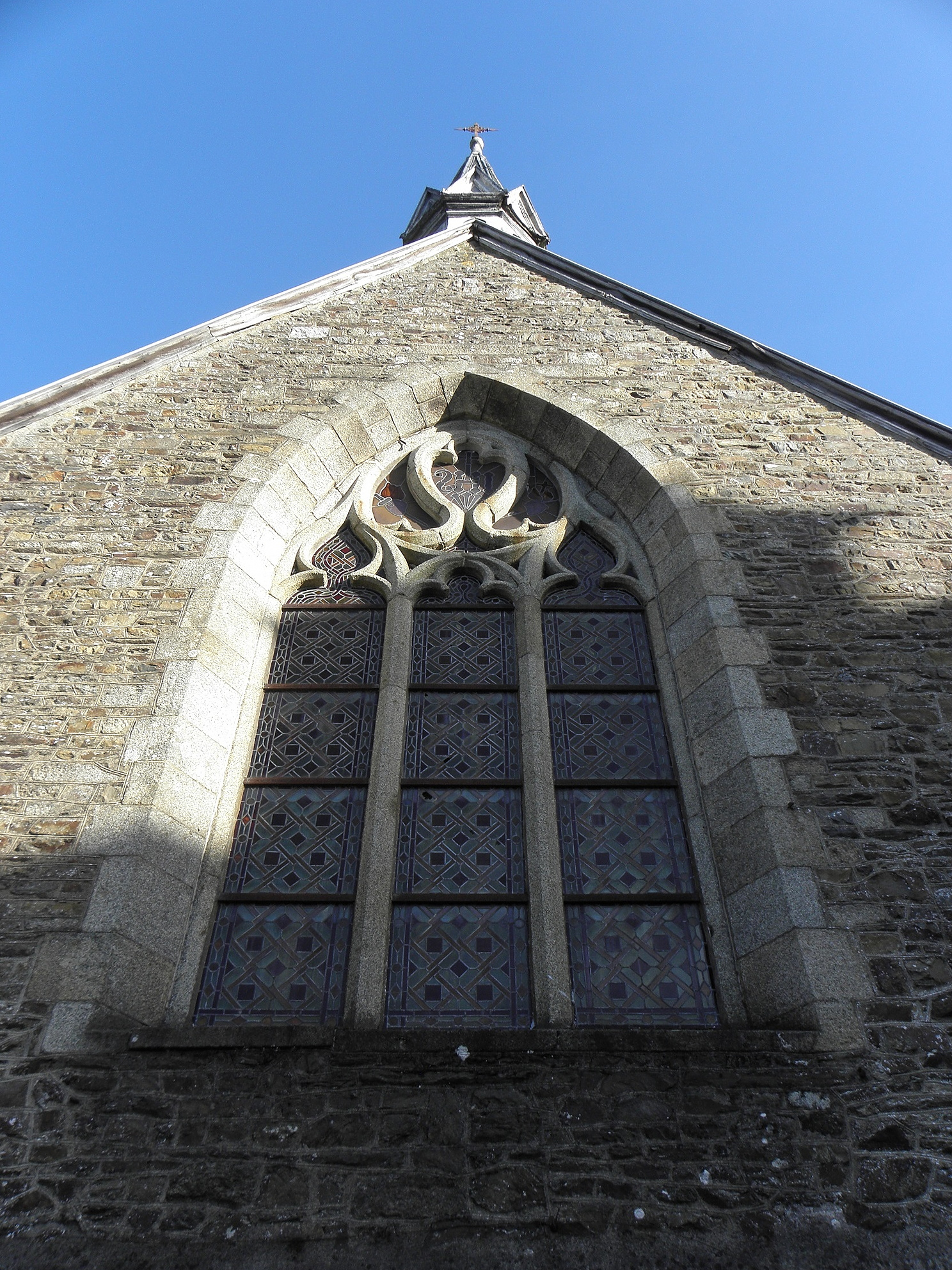
Fenêtre gothique flamboyant de la façade occidentale.
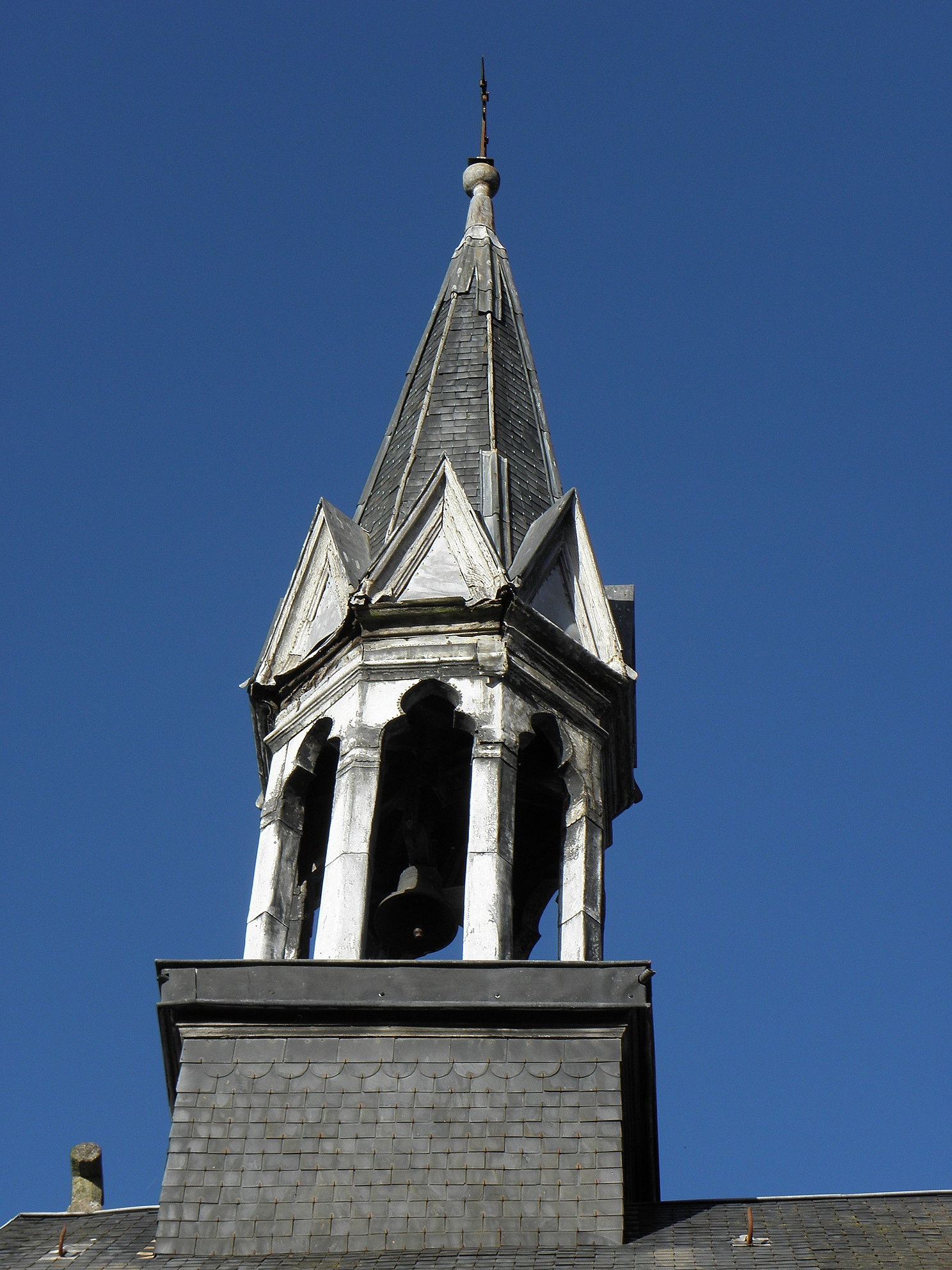
Clocheton néo-gothique de la chapelle.
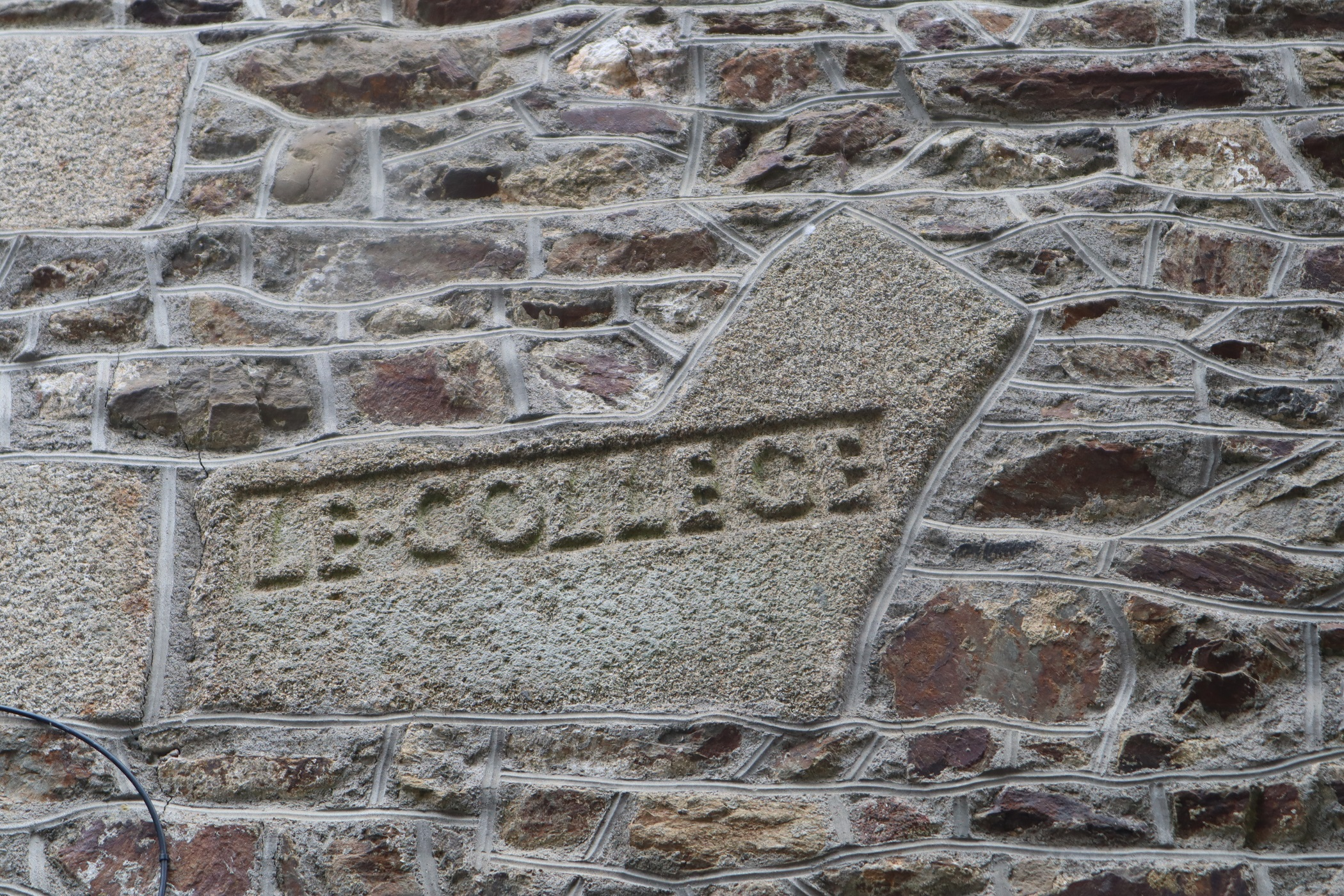
Vestiges du Collège dans la cour de la chapelle.
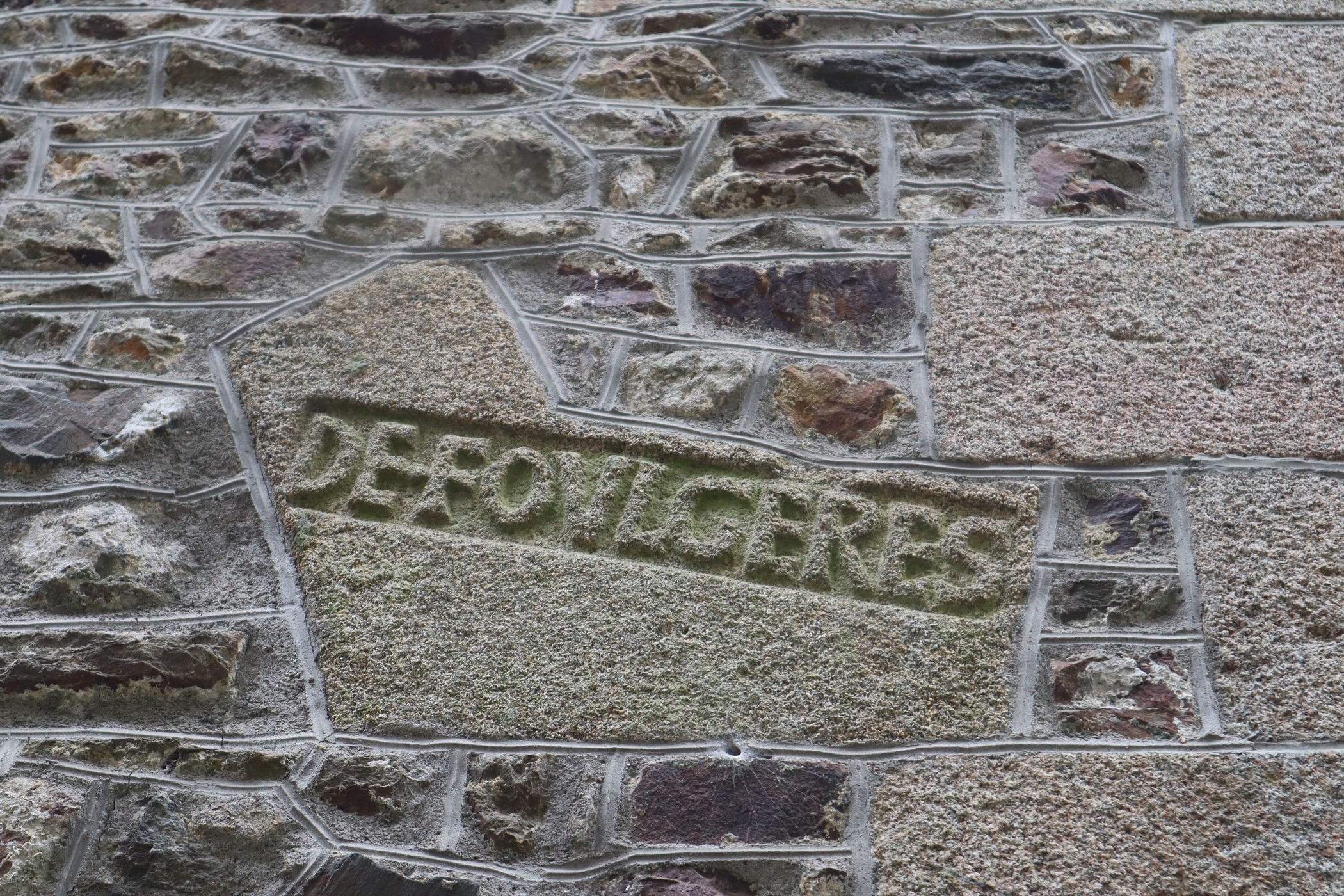
Inscription en remploi dans le mur de la maison du 62 Rue de la Pinterie.